# 삼림스텝마멋
삼림스텝마멋(Marmota kastschenkoi)은 다람쥐과 마멋속에 속하는 설치류의 일종이다. 러시아 남부와 중부에서 발견된다. 오비강 상류 바로 동쪽에 위치한 비교적 좁은 지역의 해발 180~450m 산림스텝 지대에서 서식한다. 전통적으로 유사하고 좀더 남쪽에 분포하는 알타이마멋의 아종으로 간주했지만 주로 두배수체 수가 다르기 때문에 별도로 분류하고 있다. 꼬리 길이를 제외한 몸길이가 45~66cm이고, 가벼울 때 몸무게가 봄철(겨울잠 이후)에는 3 kg에 불과하지만 무거울 때는 가을(겨울잠 이전)으로 8.9kg에 달한다. 8월 또는 9월체 시작하여 약 6.5개월 동안 겨울잠을 잔다. 2011년 삼림스텝마멋의 개체수는 약 14,000~16,000마리로 추산되고 지난 수십년 동안 안정적인 상태를 유지하고 있다.